# Ден на независимостта (САЩ)
Денят на независимостта на Съединените американски щати (на английски: Independence Day) се отбелязва всяка година на 4 юли. Това е националният празник на САЩ, който чества приемането на Декларацията за независимост от 13-те колонии на Великобритания през 1776 година. Събитието е важен момент в историята на САЩ, тъй като води до създаването на нова, независима нация. 

## История
На 4 юли 1776 година Декларацията за независимост, написана от Томас Джеферсън и подписана от представителите на 13-те американски колонии, обявява, че тези колонии вече не признават властта на британския монарх и се отделят от Великобритания, формирайки нова държава – Съединените американски щати.

## Честване
- Паради: Много американски градове организират паради с музика, танци и маршове.

- Фойерверки: Най-типичната и широко разпространена традиция за празнуването на Деня на независимостта са фойерверките. Те се изстрелват вечерта, особено в големите градове.
- Барбекю и пикници: Много семейства се събират на открито за барбекюта и пикници. Често се сервират класически американски ястия като бургери, хот-дози и кулинарни специалитети от различни региони.
- Концерти и събития на открито: В някои места се организират музикални събития и концерти, които събират хората заедно, за да празнуват.